# Antonio Giuseppe Caiazzo

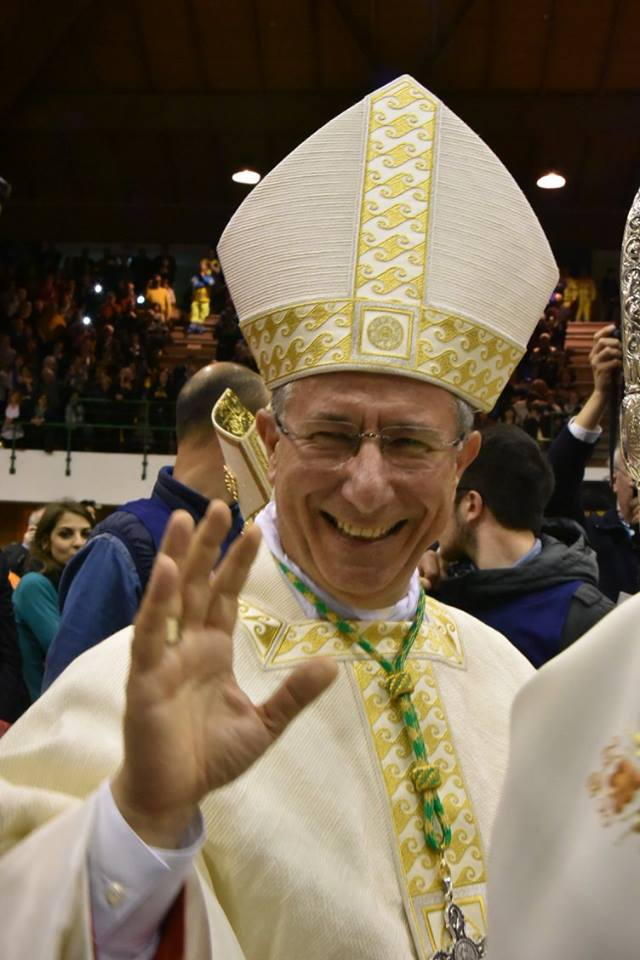
Giuseppe Antonio Caiazzo am Tag seiner Bischofsweihe (2016)

Wappen als Erzbischof von Matera-Irsina

Antonio Giuseppe Caiazzo (* 7. April 1956 in Isola Capo Rizzuto, Italien) ist ein italienischer Geistlicher und römisch-katholischer Bischof von Cesena-Sarsina.

## Leben
Antonio Giuseppe Caiazzo empfing am 10. Oktober 1981 das Sakrament der Priesterweihe für das Erzbistum Crotone-Santa Severina.
Am 12. Februar 2016 ernannte ihn Papst Franziskus zum Erzbischof von Matera-Irsina. Die Bischofsweihe spendete ihm der Bischof von Noto, Antonio Staglianò, am 2. April desselben Jahres. Mitkonsekratoren waren der Erzbischof von Crotone-Santa Severina, Domenico Graziani, der Alterzbischof von Benevent, Andrea Mugione, der Erzbischof von Potenza-Muro Lucano-Marsico Nuovo, Salvatore Ligorio, und der Bischof von Lamezia Terme, Luigi Antonio Cantafora.
Am 4. März 2023 ernannte ihn Papst Franziskus unter gleichzeitiger Vereinigung des Bistums Tricarico in persona episcopi mit dem Erzbistum Matera-Irsina zusätzlich zum Bischof von Tricarico.
Am 7. Januar 2025 ernannte ihn Papst Franziskus unter Beibehaltung des persönlichen Titels eines Erzbischofs zum Bischof von Cesena-Sarsina. Die Amtseinführung fand am 16. März desselben Jahres statt.